# 帝釈天
帝釈天（たいしゃくてん）は、仏教の守護神である天部の一尊。梵天と並ぶ仏教の二大護法善神。密教では十二天の一尊。東方を守護する。天衆をひきいて阿修羅を征服し、常に使臣をつかわして天下の様子を知らしめ、万民の善行を喜び、悪行をこらしめ、大きな威徳を有する天上界の王とされる。諸天中の天帝という意味で天帝釈、天主帝釈、天帝ともいう。雷を人格化した神とされる。梵天と一対の像として表されることが多く、両者で「梵釈」ともいう。

## 概説
帝釈天には経典により幾つもの物語が存在する。
帝釈天は四天王などを配下とし、世界の中央にそびえるとされる須弥山の頂上・忉利天の善見城（喜見城）に住むとされる。インドにおける仏伝図様においては、釈迦に従う帝釈天の様子が描かれることがある。
　
彼には知人友人が32人いて共に福徳を修して命終して、須弥山の頂の第2の天上に生まれた。摩伽バラモンは天主となり、32人は輔相大臣となったため、彼を含めた33人を三十三天という。これゆえに釈迦仏は彼の本名である憍尸迦(きょうしか)と呼ぶという。また、このために彼の妻・シャチーを憍尸迦夫人と呼ぶことる。

### 帝釈天と阿修羅
本来のインドラ神は、阿修羅とも戦闘したという武勇の神であったが、仏教に取り入れられ、成道前から釈迦を助け、またその説法を聴聞したことで、梵天と並んで仏教の二大護法善神となった（インドラの項を参照）。

### 施身聞偈(せしんもんげ)

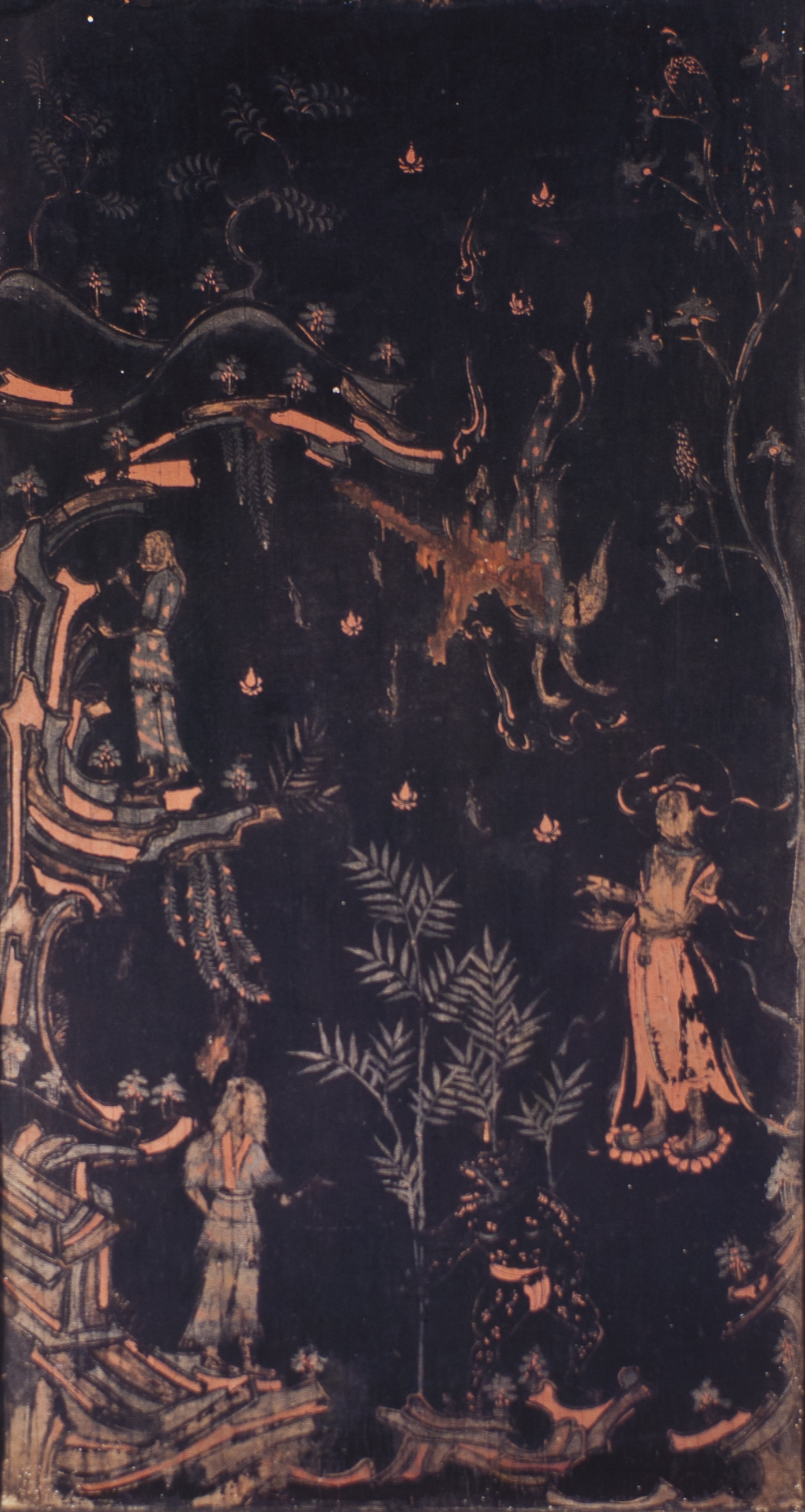
玉虫厨子の『施身聞偈図』。1番下に羅刹に化けた帝釈天、会話をする雪山童子、木の上には偈文を至る所の木の幹や石に書き付ける雪山童子、身を投げる雪山童子とそれを両手で受け止める帝釈天(右)。

ひとりの菩薩が雪山(ヒマラヤ山脈）に於いて自己の修行を重ねているので雪山童子と呼ばれていた。 その様子を見ていた釋提桓因（帝釈天）が、修行の心が堅固であるかどうか試す為、見るも恐ろしい羅刹（悪鬼）に身を変じて 童子の間近に迫り声高らかに「諸行無常」（諸行に常なるは無し）「是生滅法」（是は生滅の法なればぞ）と歌った。 これは過去の諸仏が説いたた偈文(げもん)の前半部分だった。これを聞いた童子は、この尊い教えを一体誰が唱えているのであろうと周りを見渡したが、それらしき人は見当たらない。 ただ谷底に恐ろしい羅刹がいるばかりだった。 この様な偈文を羅刹が唱えるわけがないと思い周りを見ても誰もいないので、羅刹に聞くと「言ったのは確かに私だが、ここ数日何も食べていない。空腹で偈文どころではない。」童子は「では何をお食べになりたいのですか。何でも差し上げます。」と言い、羅刹は「そうかそれほどまで言うのなら、私の食べるものは人間の生肉と生血なのだ。いま飢えに泣いているような始末だ。」童子は「わかりました。それでは私の身体を差し上げますからどうか後の半偈を聞かせて下さい。」と返した。
羅刹は、厳かに後の半偈である「生滅滅已」（生滅を滅こえ已おわるとき）「寂滅為楽」（寂滅をば楽しみと為す）と唱えた。 童子はその偈文を至る所の木の幹や石に書き付けた。そして樹上より身を跳らせて羅刹に捧げた。 ところが羅刹は元の釋提桓因(帝釈天)にかえり、双手で童子の身体を抱き取って安らかに地上に下ろした。心に道心を修めようと修行し、半偈の為に身を捨てた雪山童子は釈迦の前生である。この話の絵画は法隆寺の国宝、玉虫厨子の左側に描かれている。

### 捨身月兎(ウサギの布施)

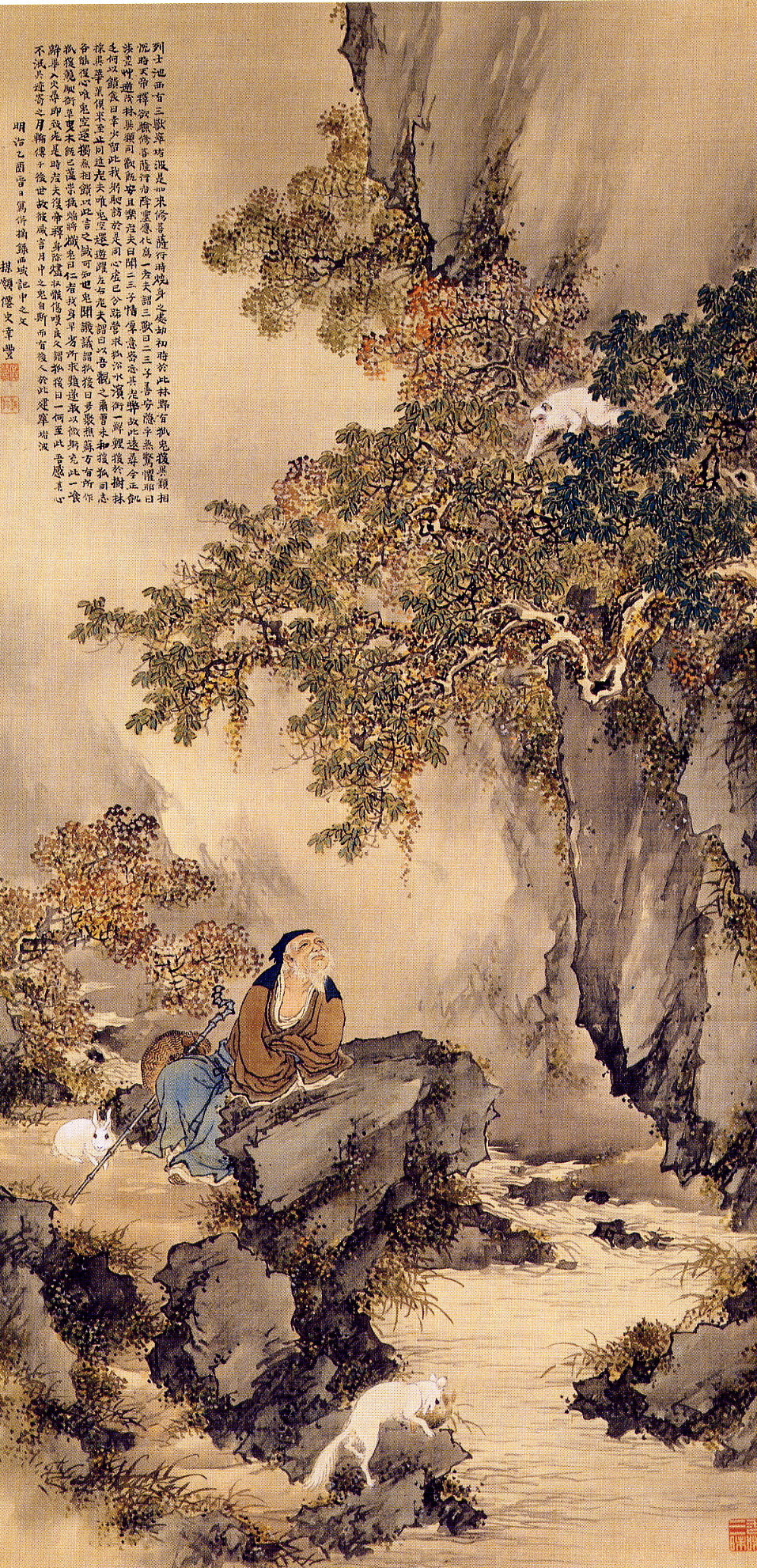
帝釈試三獣図 (1885)
幸野楳嶺作。老人の姿になった帝釈天の為に猿は木の実を採り、狐は魚を獲っている。兎は赤い眼を見開き途方に暮れている。

昔、ある深い森にウサギとサルと山犬とカワウソが住んでいた。
四匹の動物たちはとても賢く、お互い仲良く暮らしていた。
ある日のこと、ウサギは他の三匹に「貧しくて困っている者に布施をしよう」と話した。翌日四匹は、食べ物を探し回り布施の用意をした。しかし、ウサギだけは用意する事が出来なかった為、ウサギは考えた末に自分の体を施すことにした。
それを知った帝釈天は、ウサギの気持ちを試そうと僧侶の姿になり、施しを求めに現れた。ウサギは「薪を集めて火を起こしてください。わたしはその火の中に飛び込みますので、体が焼けたらその肉を食べて、修行に励んでください」と話し、僧侶に火を起こしてもらった。ウサギは「もし、わたしの毛の中に、ノミやシラミなど、生き物がいたらそれを殺してはならない」と念じて、３回体を振り、薪火の中に身を投じた。ところが炎は、ウサギの体の毛穴一つも焼くことはなかった。うさぎは「僧侶さま。あなたの起こした火は、まるで雪のように冷たい。いったいどうしたことでしょう。」と問うと僧侶は、「ウサギよ。わたしはただの僧侶ではない。帝釈天である。おまえの布施の心を試すために天界から降りてきたのだ。」と言って、この立派な行いが世界のどこにまでも知れわたるように月の表面にウサギの姿を描き帝釈天の姿にもどって去っていった。その後、四匹の動物たちは月夜になると森の広場に集まり、明日からまた施しが出来るように働こうと誓った。この説話は今昔物語集などにも収録されている。(月の兎)

### シビ王と鷹と鳩
シビ王という心やさしい王がいた。帝釈天(インドラ)はその心を試しす為に鷹に変身し、火天(アグニ)は鳩に変身した。シビ王のところに鷹に追われた鳩が来て、命ごいをした。鷹は王に、私は腹が減っている。鳩を食べないと死んでしまう。あなたは鳩のいのちとわたしのいのちとどちらが大事だと思っているのか。と尋ねた。そこで王さまは鷹のいのちも大切だと思い、自分の体の肉を鷹にやろうと思い、鳩と同じ重さ分だけ自分の肉を切り取って天秤の上に置いた。しかし、その天秤はどれだけ王さまの肉を切り取って置いてみても、鳩の重さとつり合わない。そこで王さまは自分の体を天秤にのせ、自らいのちを与え、鳩のいのちを救いました。
シビ王の心を知った帝釈天は、王の傷をもとのように癒し、敬った。(シビ王)

『涅槃経』巻33や『大智度論』巻56には、帝釈天が人間だった頃の名前は憍尸迦（きょうしか、梵: Kauśika [カウシカ]）であると説かれている。かつて昔にマガダ国の中で名を摩伽（まか）、姓を憍尸迦という、福徳と大智慧あるバラモンがいた。

日本では頭上に宝髻を結び、大衣や天衣を着た二臂像・立像、あるいは白象に乗った状態が多い。手には金剛杵や蓮茎などを持ち、着衣下に甲冑を着けることもある。密教においては、一面二臂で宝冠を戴き、身体には甲冑を着け、手には独鈷杵を持つ例が見られる。
帝釈天は、天部の最高位に属するが、独尊となることはほとんどない。そのため、映画『男はつらいよ』でも有名な「柴又の帝釈天（題経寺）」が本尊として祀られるのは、大変珍しいケースである。

## 起源
帝釈天はバラモン教・ヒンドゥー教・ゾロアスター教の武神（天帝）でヒッタイト条文にも見られるインドラ（梵: इन्द्र [indra])が仏教にとりいれられたものである。梵名のシャックロー・デーヴァーナーン・インドラハ（梵: Śakro devānām indraḥ, 巴: Sakko devānam indo）のうち、śakraを釈と音訳したものに、devaを天と意訳して後部に付け足し、indraを帝と意訳して冠したものになる。シャックロー・デーヴァーナーン・インドラハは「強力な神々の中の帝王」となる。

## 日本における帝釈天
日本最古の遺存例は、法隆寺の玉虫厨子（飛鳥時代）に描かれた「施身聞偈図」（せしんもんげず）に見られるものである。同寺の食堂（じきどう）には梵天・帝釈天の塑像（奈良時代）が安置されている（現在は大宝蔵院に安置）。東大寺法華堂（三月堂）には、乾漆造の梵天・帝釈天像（奈良時代）がある。
唐招提寺金堂には、梵天・帝釈天の木像（奈良時代）が見られる。京都・東寺講堂には、密教系の白象に乗った木像（平安時代前期）が安置される。
日本においては庚申の日を縁日とする。

### 帝釈天を安置する寺院
- 帝釈天題経寺（柴又帝釈天） - 東京都葛飾区
18世紀後半に題経寺の本堂を修復している際に、紛失していた帝釈天の板本尊が発見され、その日が庚申だったことから、庚申の日を縁日とするという（詳しくは柴又帝釈天を参照）。

- 南禅寺 - 静岡県賀茂郡河津町
寺は行基による開山という。

- 滝山寺 - 愛知県岡崎市

- 東大寺法華堂 - 奈良県奈良市
- 唐招提寺金堂 - 同上
- 秋篠寺 - 同上

- 室生寺奈良県宇陀市
金堂本尊背後の壁に描かれた彩色画の中尊を寺伝で帝釈天とする。

- 紀三井寺大光明殿 - 和歌山県和歌山市

- 東寺講堂須弥壇 - 京都市南区
- 三十三間堂 - 京都市東山区
妙法院の境外仏堂で「蓮華王院本堂」。木造二十八部衆立像。

- 醍醐寺上醍醐薬師堂 - 京都市伏見区
現在は山から下ろされ、霊宝館に安置している。
- 京都帝釈天 - 京都府南丹市
福寿寺。船井神社には帝釈天への遥拝所がある。

- 観音寺 - 大阪府貝塚市
現在は孝恩寺観音堂。

- 静照寺 - 大阪府寝屋川市
安置された帝釈天像は柴又帝釈天からの分霊像。

- 丹生神社明要寺奥の院跡 - 神戸市北区
丹生山にあった明要寺の東にあった山頂の奥の院に安置された梵帝釈天に因み、その山名を帝釈山とする。

- 三澤寺 - 長野県伊那市
安置されている帝釈天お曼荼羅は柴又帝釈天17世身延山法主望月日滋猊下からの下賜したもの。

- 正法寺 - 岡山県岡山市

- 摩尼寺 - 鳥取県鳥取市

など多数

### 帝釈天の名を冠する山
- 日光連山 - 栃木県
  - 帝釈山_(日光連山)女峰山の連峰で、標高2,455m。
- 立山連峰 - 富山県・岐阜県境
  - 別山 - 立山三山の1つで、標高2,880mの山頂に立山修験に基づく祠があり帝釈天を置いている[15]。かつて『今昔物語』において「帝釈山」と呼ばれた。
  - 剱岳 - 明治時代に山中から見つかったという「銅造男神立像」が調査から「銅造帝釈天立像 」と判明したという。現在は富山県立山博物館に保存されている。
- 帝釈山脈 - 福島県・栃木県境
  - 帝釈山 - 標高2,060m
- 帝釈山 (兵庫県)

### 帝釈天の名を冠する地名
- 帝釈峡 - 比婆道後帝釈国定公園を構成する。
  - 帝釈川ダム
  - 帝釈村 -合併して現在は庄原市の一部になった。

### その他の帝釈天の名をもつもの
- 帝釈栗毛 -加藤清正の愛馬。「江戸のもがりに さわりはすとも よけて通しゃれ 帝釈栗毛」と謳われたという。

## 仏像・美術

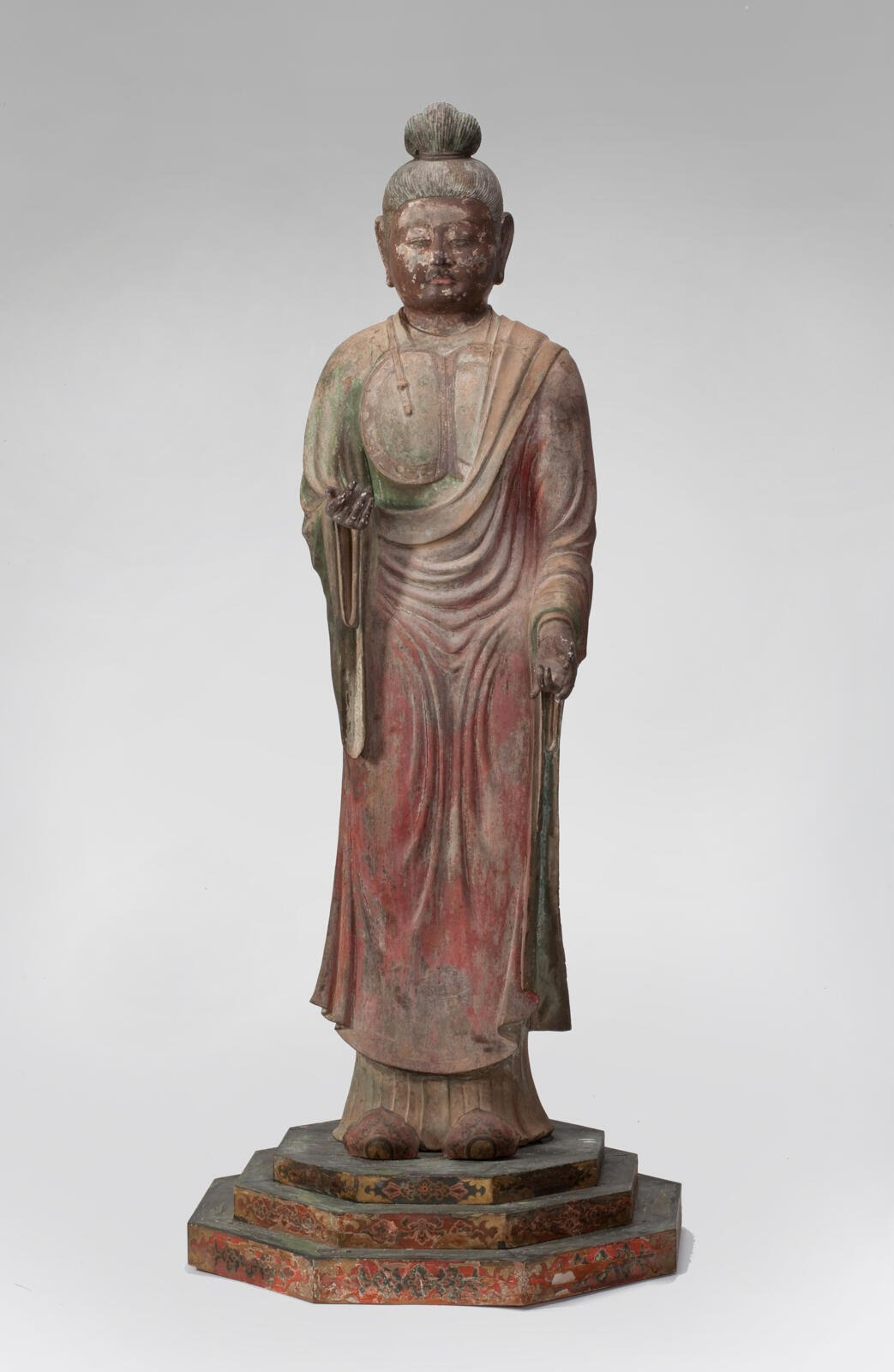
帝釈天立像(8世紀、奈良)。梵天と対になっている。アジア美術館（英語版）所蔵。
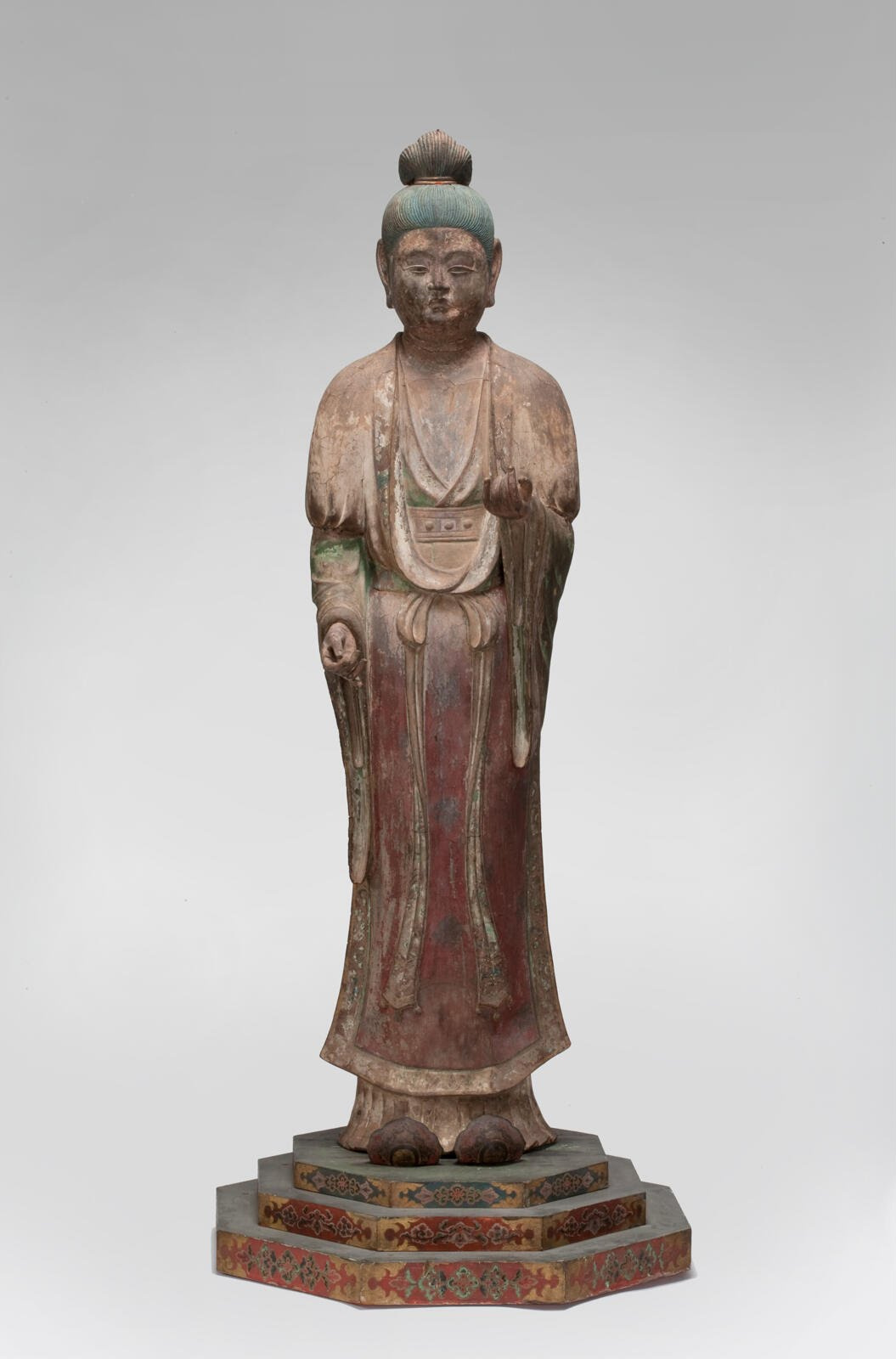
梵天立像(8世紀、奈良)。帝釈天と対になっている。
帝釈天立像(中国、智化寺、明代)。 金剛杵を持つ。
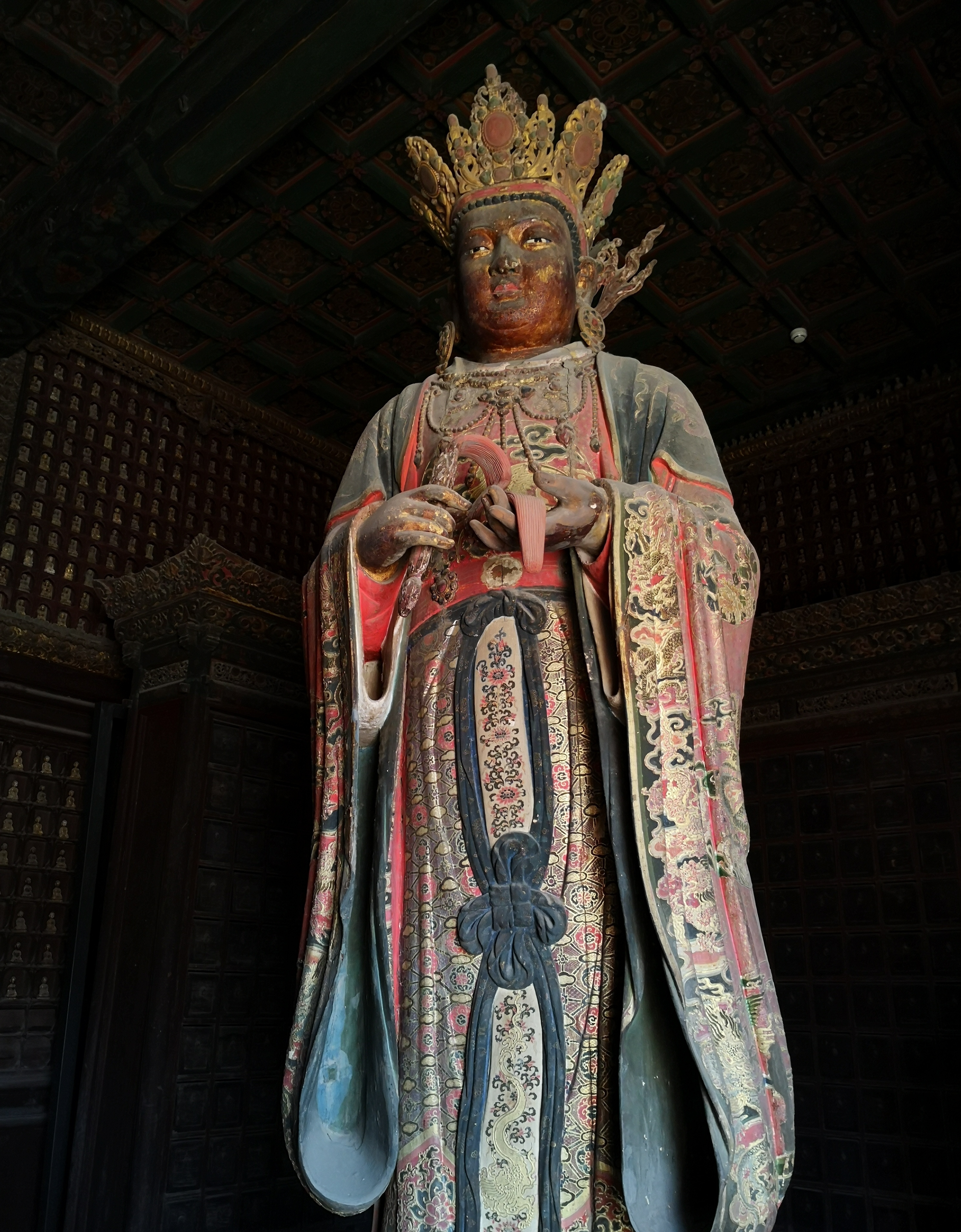
梵天立像(中国、智化寺、明代)
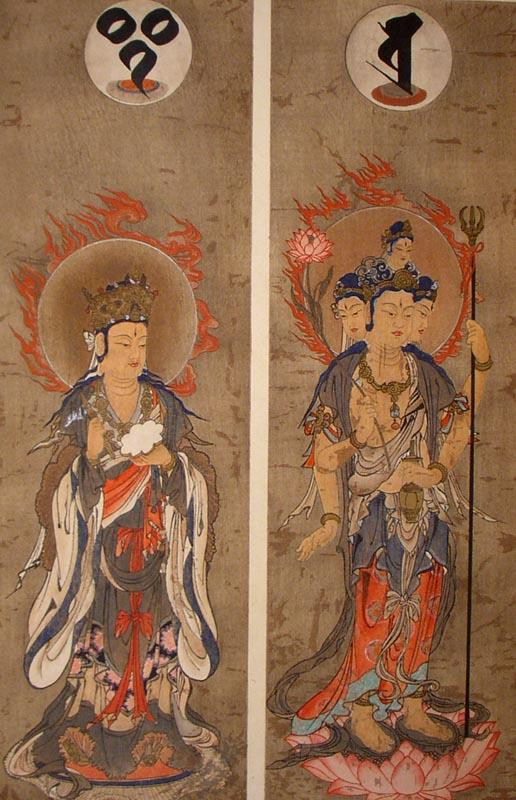
十二天像屏風(鎌倉時代初期、宅磨勝賀作)。国宝。帝釈天（左）と梵天（右）
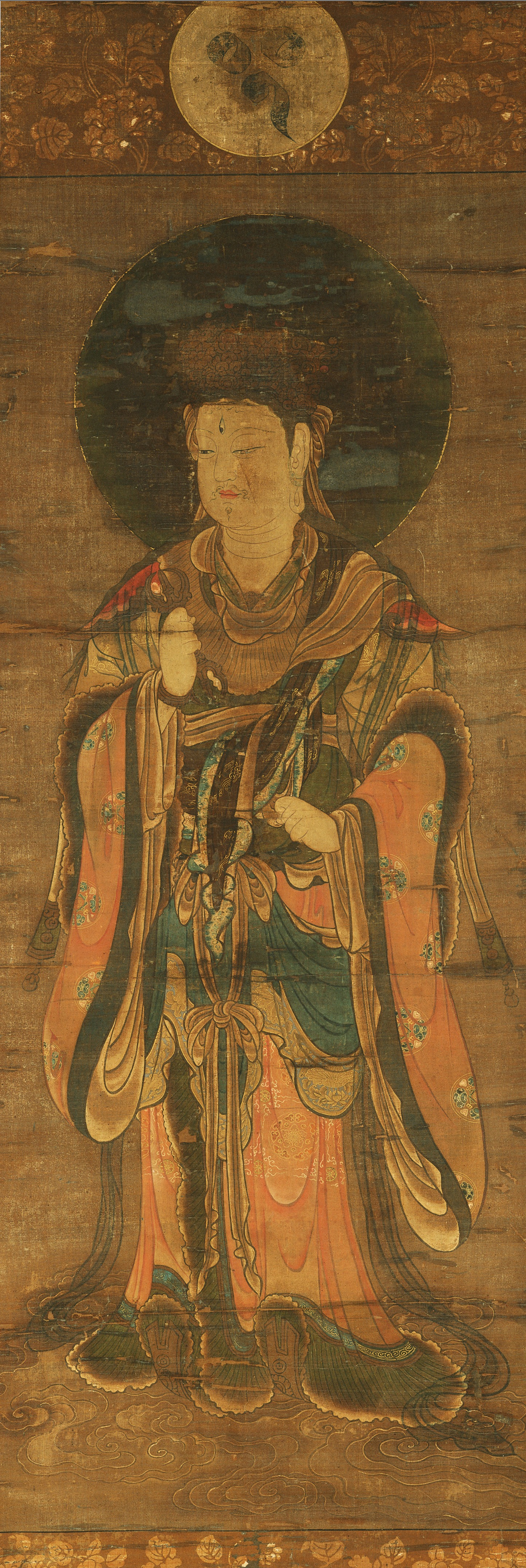
絹本著色十二天像(鎌倉時代、奈良)。重要文化財。金剛杵を持つ。
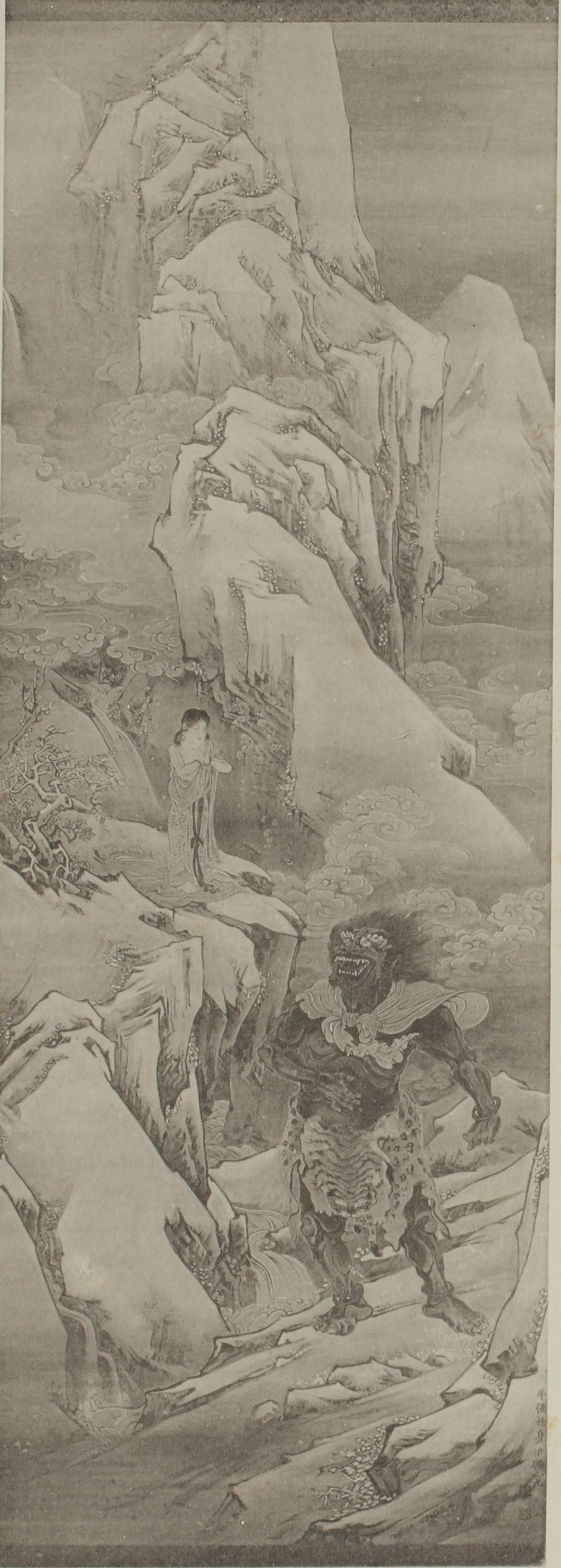
半偈捨身図(明治時代)。久保田米僊作。崖から身を投げる雪山童子と羅刹に化けた帝釈天。
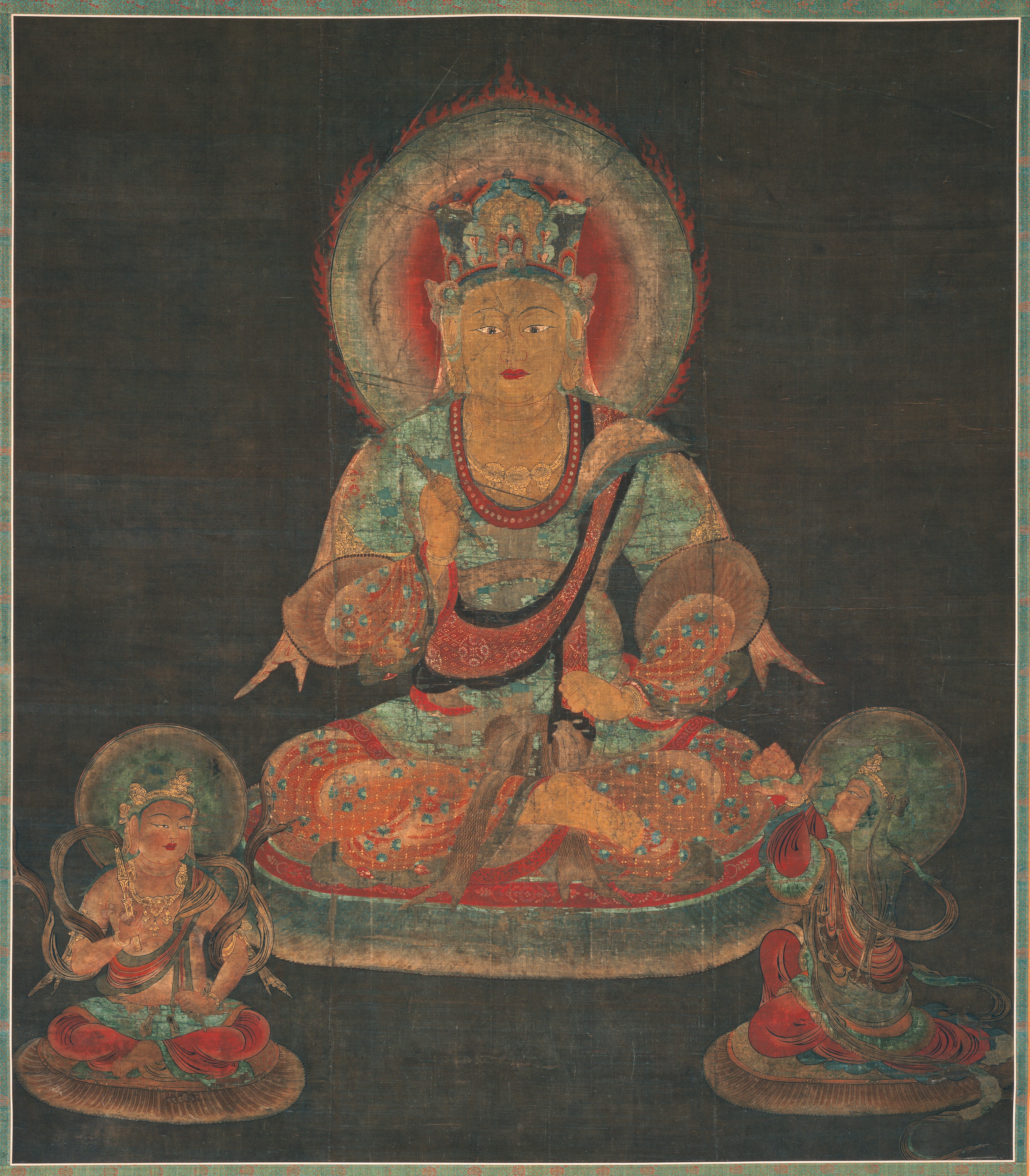
京都国立博物館本十二天像（平安時代後期、国宝、東寺旧蔵）
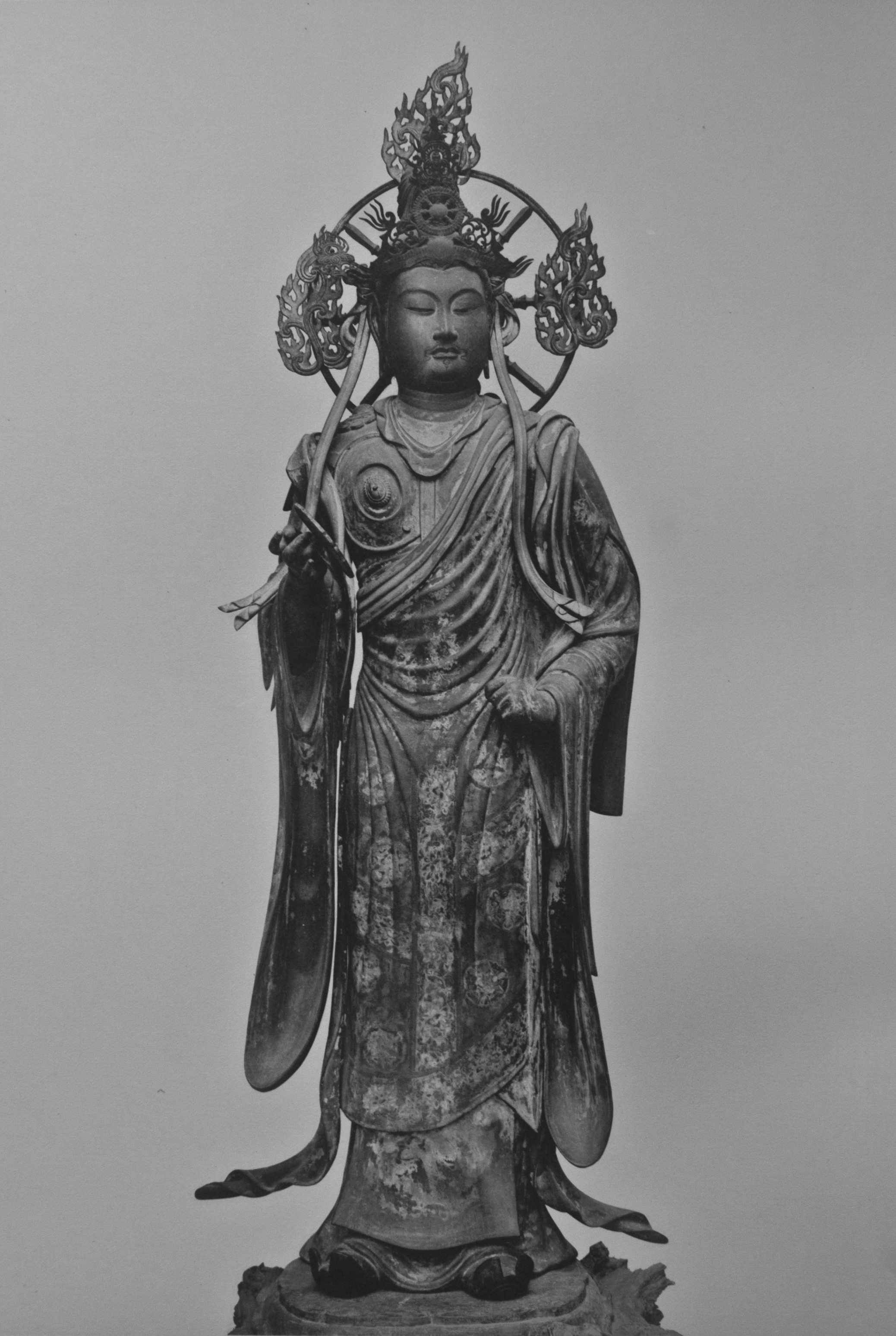
三十三間堂の二十八部衆像(国宝)のうち帝釈天王